# Опашата усойница
Опашатата усойница (Bitis schneideri) е вид змия от семейство Отровници (Viperidae). Видът е уязвим и сериозно застрашен от изчезване.

## Разпространение и местообитание
Разпространен е в Намибия и Южна Африка.
Обитава пустинни области и крайбрежия.